# Алберт фон Молбах
Алберт фон Молбах/Адалберт III фон Ньорвених (на немски: Albert von Molbach; Adalbert III. Graf von Nörvenich/Molbach; * 1145; † 21 май 1177) от фамилията Зафенберг/Зафенбург е граф на Молбах/Маубах (днес част от Кройцау), граф на Зафенберг, Ньорвених.

## Биография
Той е син на граф Адалберт фон Зафенберг-Бон-Норвених († сл. 1149) и съпругата му Аделхайд фон Куик († сл. 1131), вдовица на Арнолд фон Роде († убит пр. 1131), дъщеря на Хендрик/Хайнрих I ван Куик († 1108) и Алверадис фон Хохщаден († 1131)..
Внук е на граф Адолф II фон Зафенберг († 1152) и Маргарета фон Шварценбург († сл. 1134), дъщеря на Енгелберт фон Шварценбург († сл. 1125) и съпругата му фон Мюленарк от Щирия. Сестра му Алверадис фон Зафенберг († сл. 1203) се омъжва за граф Хайнрих III фон Кесел († 1189).
Графовете фон Норвених имат резиденция в замъка Норвених. Алберт фон Норвених строи замъка Молбах, наречен на близкия поток Молбах, и от 1152 г. се нарича на него фон Молбах.
Алберт фон Молбах се жени за Аделхайд фон Вианден († 1207), дъщеря на граф Фридрих I фон Вианден († сл. 1156), фогт на манастир Прюм, и съпругата му.

## Деца
Алберт фон Молбах и Аделхайд фон Вианден имат две дъщери:
- София фон Норвених († ок. 1185), омъжена между 2 февруари 1171 и 1172 г. за Готфрид фон Хайнсберг († 1190), син на граф Госвин II фон Хайнсберг-Фалкенбург († 1167/1170) и Аделхайд фон Зомершенбург († пр. 1180)
- Алверадис (Алваридис) фон Зафенберг († 1221), наследничка на Молбах (Маубах), омъжена I. пр. 24 май 1177 г. за граф Вилхелм II фон Юлих 'Велики' († 1207), II. между 1208 и 1210 г. за Ото II, господар на Викрат († сл. 1245)